# Albi Marssac Tarn Football ASPTT
L'Albi Marssac Tarn Football ASPTT, est un club de football français basé à Albi et Marssac, né de la fusion en 2021 de l'ASPTT Football de l'Albigeois, essentiellement connu pour son équipe féminine, et du Marssac RSRDT. 
Les Albigeoises atteignent pour la première fois de leur histoire la Division 2 en 2000, pour seulement une année. Après plusieurs saisons au sein des divisions régionales de la Ligue de Midi-Pyrénées, le club retrouve la deuxième division en 2007 après un rapide passage par la troisième division. Elles deviennent en 2014 championnes de France de Division 2 et obtiennent une promotion historique en Division 1. L'aventure dans l'élite dure quatre années avant une redescente en D2 en 2018.
Durant la saison 2023-2024 de D2, l'équipe entraînée par Alain Bénédet termine avant-dernière et est reléguée. Elle participe donc dès la saison 2024-2025 au Championnat de France de troisième division.
L'équipe fanion évolue au stade Maurice-Rigaud à Albi.

## Histoire

### Le parcours dans les divisions inférieures (2000-2014)

#### Une première expérience en National 1B difficile (2000-2001)
La section football de l'ASPTT Albi est créée en 1974. En 2000, le club accède pour la première fois de son histoire à une division nationale grâce à son équipe féminine qui est promue en National 1B grâce à sa deuxième place derrière la réserve du Toulouse OAC - dont l'équipe principale est alors double Championne de Division 1 en titre -, victorieuse de la Division d'Honneur Midi-Pyrénées. Pour cette 1re expérience en deuxième division, les Albigeoises - parmi lesquelles on retrouve Stéphanie Caraven, attaquante et futur entraîneur de l'équipe - évoluent pour la saison 2000-2001 dans la poule B, en compagnie de clubs comme l'OS Monaco, l'UFF Besançon, le FCF Monteux ou encore le FCF Nord-Allier Yzeure - il y a trois poules de 10 clubs, en fonction de la position géographique. Ce sera un apprentissage difficile pour les Tarnaises qui termineront la saison à la dernière place du groupe, avec une balance défavorable de 3 victoires et 4 nuls pour 11 défaites. Paradoxalement, l'équipe sera l'une des rares à remporter un succès (4 buts à 2) face au futur vainqueur de la poule et Vice-champion de Division 2, le Caluire SCSC. Mais ce succès d'estime n'empêche évidemment pas la relégation du club dans les Divisions régionales à la fin de la saison.

#### La lutte pour la consécration régionale (2001-2005)
De retour dans les Divisions régionales, le club aura une nouvelle chance de remonter à un niveau national dès la saison 2001-2002, alors qu'il est prévu qu'un nouvel échelon, la Division 3, soit mis en place la saison suivante. Les Albigeoises finissent à la 5e place du groupe E du championnat interrégional et font une croix sur leurs espoirs de montée, incapables de lutter avec les réserves du Toulouse FC et du Montpellier HSC, ou avec des clubs comme l'US Pélican ou Lioujas Laloubère, un club qui l'éliminera d'ailleurs (2 buts à 1) au quatrième tour régional de la 1re Coupe de France féminine (alors baptisée Challenge de France). Les Albigeoises luttent ensuite pendant trois saisons en Division d'Honneur Midi-Pyrénées. Elles obtiennent une première consécration régionale en remportant la Coupe du Midi-Pyrénées en 2004, et accèdent finalement au précieux sésame lors de la saison 2004-2005 où, auréolées du titre de Championne de DH Midi-Pyrénées, elles obtiennent enfin leur promotion en Division 3 nationale.

#### Le court passage en Division 3 (2005-2007)
Au début de la saison 2005, Stéphanie Caraven devient entraîneur-joueuse de l'équipe-fanion (elle prendra sa retraite sportive en 2007), elle restera à ce poste pendant 7 saisons. Les Jaunardes ne restent que deux petites saisons en Division 3. Elles finissent la saison 2005-2006 à la 6e place de leur groupe, dans une année marquée surtout par un beau parcours en Challenge de France qui mène l'équipe jusqu'aux huitièmes de finale, et une courte défaite face à Claix FF (D2), 1 but à 0. À ce jour, la meilleure performance de l'ASPTT Albi dans cette compétition. La saison suivante, les Albigeoises finissent premières de leur groupe devant le rival régional, le Rodez Aveyron Football, et se qualifient pour le second tour. Elles terminent à nouveau en tête, devant l'ASC Saint-Apollinaire, s'assurant d'ores et déjà la montée en Division 2, et s'offrent ainsi une finale de Division 3 face à l'AS Montigny. Elles perdent cette finale 2 buts à 1, mais goûteront à nouveau à la Division 2 lors de la saison 2007-2008, 7 après leur première montée.

#### La lente montée en puissance (2007-2013)
L'ASPTT Albi va vite se révéler comme une équipe avec laquelle il faut compter pour la lutte pour la montée en Division 1. Ainsi, l'équipe finit la saison 2007-2008 à une très bonne place pour un promu (4e du Groupe B), certes loin du 1er, le FCF Nord Allier Yzeure, mais avec une bonne avance sur son premier poursuivant, le Com Bagneux. Finissant 6e la saison suivante, l'équipe - menée offensivement par l'ancienne joueuse internationale française Lilas Traïkia - va progressivement monter en puissance au fil des années. 5e en 2010, 3e en 2011 derrière l'AS muretaine et le FCF Monteux, et surtout 2e en 2012 à 10 points du Toulouse FC, échouant de peu l'accession à l'élite. À la fin de cette saison 2011-2012, un cycle se termine, Stéphanie Caraven quitte ses fonctions et certaines joueuses cadres comme Lilas Traïkia le club. Les résultats en pâtiront la saison suivante : les Jaunardes n'obtiennent, pour leurs ambitions, qu'une décevante 6e place, loin derrière l'AS muretaine.

#### La saison de la confirmation (2013-2014)
Il y a de nombreux mouvements dans le club en 2013, à l'intersaison. Tout d'abord, un nouvel entraîneur est nommé : David Welferinger. Puis de nouvelles joueuses viennent renforcer l'effectif de la capitaine Julie Peruzzetto, comme Anaïs Arcambal en provenance de Toulouse ou Solène Barbance qui vient de l'AS muretaine. L'alchimie entre nouvelles et anciennes prend rapidement et l'équipe réalise une saison 2013-2014 quasi parfaite. En effet, les Tarnaises remportent 20 matchs sur 22, réalisant même une série de 17 victoires consécutives et finissent premières de leur groupe loin devant le second, le FF Nîmes MG, relégué à 15 points. Elles valident leur montée historique en Division 1 lors de la victoire 0-3 face au CS Nivolas-Vermelle, et glanent même le titre de Champion de Division 2 en remportant, lors de la dernière journée - le 6 juin 2014 -, leur match face au Puy Foot. C'est le premier titre de champion de France d'un club tarnais, tout sport confondu.

### Dans l'élite du football féminin français (2014-2018)

#### La découverte de l'élite (2014- 2015)
Pour préparer cette première saison dans l'élite, le club va être très actif à l'intersaison sur le marché des transferts, avec pas moins de 10 arrivées pour seulement 2 départs. On compte notamment l'arrivée de trois joueuses du FF Yzeure, relégué de justesse en D2 à l'issue de la saison précédente : la gardienne américaine Catherine Fitzsimmons et les françaises Alexandra Renault et Tatiana Solanet. D'autres joueuses viennent également renforcer l'effectif comme Marion Romanelli, internationale française des moins de 19 ans en provenance du FCF Monteux, l'internationale irlandaise Stephanie Roche, ex-partenaire de Solène Barbance au Peamount United FC ou Caroline Brown du Seattle Sounders. L'équipe réalise un bon début de saison avec notamment des victoires face aux deux autres promus de Division 2, le FF Issy et le FC Metz. Le public répond également présent, et l'on compte environ 2 000 spectateurs - record du club - au stade Maurice Rigaud, le 12 octobre 2014, lors de la réception de l'Olympique lyonnais (défaite 4 buts à 0). L'ASPTT Albi connaît un moment difficile avec des contentieux au sein de son effectif mais parvient à se maintenir à la suite d'une victoire face au voisin ruthénois, le samedi 21 mars 2015 sur le score de 2 buts à 1 avec des réalisations de Julie Peruzzetto et de Manon Rouzies. La saison se terminera à Metz-Algrange, pour son dernier match, David Welferinger connaît une cinglante défaite 7-0. En effet, à la fin de la saison, David Welferinger n'est pas reconduit et le club tourne une page importante de son histoire. 

#### L'ère Ogouyon (2015-2017)
Le président Bernard Espié prend la décision, pour la première fois dans l'histoire de l'ASPTT Albi, d'engager un entraîneur à temps complet. Adolphe Ogouyon est nommé au poste d'entraîneur. Contacté par d'autres clubs, il est convaincu que l'ASPTT Albi a sa place en D1. Il vient dans le Tarn avec la ferme intention de structurer le club pour le faire figurer durablement au sein de l'élite du football féminin français. Il hérite d'un groupe jeune avec une moyenne d'âge d'à peine 22 ans. Responsable de la formation des jeunes à Guingamp et également formateur à Nantes et à Angers, il axe son recrutement sur des jeunes pousses telles que Laura Condon, Myriam Benlazar, Maeva Manuel, Marion Braunwart mais aussi des internationales expérimentées exotiques comme Tseng Shu'O et Lin Man Ting, deux taïwanaises et Patricia Morais, une gardienne internationale portugaise. Ogouyon instaure le fameux 4-4-2 à l'ASPTT Albi, lui qui a baigné dans le jeu à la nantaise. La saison albigeoise démarre si les chapeaux de roues avec une victoire 3-0 à la Roche sur Yon et une victoire 4-2 face à la VGA Saint-Maur. Albi est donc 4e au classement au tout début du championnat. À la mi-saison, Albi pointe à la 8e place du championnat et compte 23 points avec 3 victoires et 3 matchs nuls. Les joueuses Albigeoises prennent une grande bouffée d'oxygène en vue de l'objectif maintien, avec la victoire à la VGA Saint-Maur sur le score de 3 à 1 avec des réalisations de Manon Rouzies, Patricia Martínez Augusto et Laurianne Cervera. L'exploit de la saison intervient lors de la 17e journée de championnat. Lors de la réception de du Montpellier, une équipe qui luttait pour la qualification en Ligue des Champions, Albi ouvre le score par l'intermédiaire de Kimberley Cazeau à la 40e minute après avoir été lancée par Tatiana Solanet. Malheureusement, Montpellier égalise à la 64e minute par l'intermédiaire de Manon Agard. Courageuses, les Albigeoises parviennent à reprendre le dessus. À la 88e minute, à la suite d'un coup franc frappé par Tatiana Solanet, Manon Cazes propulse le ballon dans le but de Laëtitia Philippe et Albi s'offre un authentique exploit. Les Albigeoises terminent la saison à la 9e place et continue leur histoire en D1.
Après deux années de bons et loyaux services envers le club de l'ASPTT Albi, Adolphe Ogouyon, qui arrivait en fin de contrat n'est pas prolongé par le club Albigeois. «C'est la fin d'un cycle de deux ans, Adolphe a réalisé un excellent travail en nous maintenant deux saisons de suite. Il aurait préféré continuer l'aventure mais nous avons trouvé qu'il était nécessaire de partir sur un nouveau projet pour les saisons à venir» annonça Bernard Espié.

#### La dernière saison en D1 (2017-2018)
Pour prendre la relève d'Adolphe Ogouyon, le président nomme un duo d'entraîneur Patrice Garrigues, responsable de la section football à Rodez et Théodore Genoux, à la tête des Girondines de Bordeaux lors de leur accession en D1 Féminine. Beaucoup d'arrivées à l'intersaison avec de jeunes espoirs, Océane Closset (OM), Stéphanie Bayo (PSG) ou encore Santana Sahraoui (PSG), la filière serbe perdure avec Kristina Pantelic, Milica Mijatovic et Dejana Stefanovic et les anciennes sont toujours là : Manon Cazes, Kim Cazeau, Angelique Schlepp, Manon Rouzies ou encore Aïvi Mitchaï. La saison débute de la pire des façons avec une cinglante défaite en ouverture, lors de la réception du Montpellier HSC puis une défaite à Bordeaux. Reposant sur un bloc défensif très solide, l'ASPTT fait déjouer ses adversaires et se situe au-dessus de la zone rouge durant la grande majeure partie de la saison. L'équipe Tarnaise prend le dessus sur Fleury et Guingamp à l'aller comme au retour et pense même obtenir son maintien avec sa victoire à Guingamp. Malheureusement, le scénario des deux dernières journées est catastrophique pour les Albigeoises et l'ASPTT est relégué lors de la dernière journée à la suite d'une tragique défaite à Grammont face à Montpellier (3-1).

### Renouveau en D2 (depuis 2018)

#### L'ASPTT Albi Football prend son indépendance (2018-2021)
À la suite de la descente de l'ASPTT en D2, de nombreux changements sont réalisés tant sur le plan administratif que sportif. Administrativement, l'ASPTT Albi Football, jusque là affilié à l'ASPTT Albi Omnisport prend son indépendance et devient une strucute à part entière dénommé ASPTT Football de l'Albigeois. L'occasion pour le club de se structurer administrativement avec l'arrivée d'Aïvi Mitchaï au poste de responsable administratif. Toujours sous la présidence de Bernard Espié, ce sont Patrice Garrigues et Clément Galien qui reprennent la tête de l'équipe première. Après une première saison correcte (5e place), deux joueuses emblématiques quittent l'effectif : Aivi Mitchai (arrêt) et Manon Rouzies (TFC). La saison 2019-2020, marquée par la pandémie de Covid-19, est plus difficile, l'équipe terminant à la 10e place. Un nouveau staff technique est alors mis en place pour la saison 2020-2021 avec à sa tête Guillaume Balagué.

#### Fusion avec Marssac (depuis 2021)
En projet depuis l'automne 2020, la fusion entre l'ASPTT Football de l'Albigeois et le Marssac RSRDT est officialisée par les deux clubs fin mars 2021. Elle vise à allier deux clubs aux mêmes problématiques et qui possèdent le plus haut niveau dans le Tarn, à la fois chez les filles (D2 ASPTT) que chez les garçons (R1 Marssac). Le nouveau club rassemblera 700 licenciés. Fin avril, les deux clubs actent leur dissolution pour laisser place au nouveau club qui se nommera Albi Marssac Tarn Football ASPTT et qui restera affilié à la Fédération des ASPTT. Le 5 juin 2021, la création du nouveau club co-présidé par Bernard Espié et François Enguilabert est actée en assemblée générale et un logo est présenté.

## Dates clés
- 2000 : 1re montée en Division 2 Nationale (D2)
- 2001 : Relégation immédiate en Division d'Honneur (DH)
- 2003 : Échoue en compétition interrégionale la montée en Division 3 nouvellement créée
- 2004 : 1re Coupe du Midi-Pyrénées
- 2005 : Champion de DH Midi-Pyrénées, Promotion en Division 3 Nationale (D3), Stéphanie Caraven devient entraîneur-joueuse
- 2006 : 1/8e de finale de Challenge de France (perdu face à Claix FF)
- 2007 : Vice-champion de D3 derrière l'AS Montigny, 2e promotion en Division 2
- 2012 : Échoue de peu la montée en Division 1 (2e du Groupe C), 2e Coupe du Midi-Pyrénées
- 2013 : 3e Coupe du Midi-Pyrénées, Arrivée de David Welferinger au poste d'entraîneur
- 2014 : Champion de D2, Accession historique en Division 1 (D1), Record d'affluence (2 000 spectateurs) du club lors du match OL 4 - 0 ASPTT Albi (12 octobre)
- 2018 : Descente en D2
- 2021 : Fusion avec le Marssac RSRDT pour former l'Albi Marssac Tarn Football ASPTT
- 2024 : Descente en D3

### Identité visuelle (logo)

Ancien logo de l'ASPTT Albi.
Logo de l'ASPTT Albi en 2017-2018.
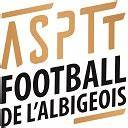
Logo de l'ASPTT Football de l'Albigeois de 2018 à 2021.
Logo de l'Albi Marssac Tarn Football ASPTT depuis 2021.

## Résultats sportifs

### Palmarès
Le palmarès d'Albi Marssac comporte un Championnat de France de Division 2.
Le tableau suivant liste le palmarès du club actualisé à l'issue de la saison 2013-2014 dans les différentes compétitions officielles aux niveaux national et régional.
| Compétitions nationales | Compétitions régionales                                                                                               |
| - Championnat de France de Division 2 (1) - Champion : 2014. - Championnat de France de Division 3 - Vice-champion : 2007. | - Championnat de DH Midi-Pyrénées (1) - Champion : 2005. - Coupe du Midi-Pyrénées (3) - Vainqueur : 2004, 2012, 2013. |

### Bilan saison par saison
Le tableau suivant retrace le parcours du club depuis la création de la première division en 1974.
| Édition   | Division 1 | Division 2           | Division 3                            | Divisions Régionales      | Coupe de France     |
| 1974-2000 | -          | -                    |                                       | ...                       |                     |
| 2000-2001 | -          | 10e (Gr. B)          | -                                     |                           |                     |
| 2001-2002 | -          | -                    | 5e (Interrégional Gr. E)              | 4e tour régional          |                     |
| 2002-2003 | -          | -                    | -                                     | ...                       | ...                 |
| 2003-2004 | -          | -                    | -                                     | ...                       | ...                 |
| 2004-2005 | -          | -                    | -                                     | Champion DH Midi-Pyrénées | ...                 |
| 2005-2006 | -          | -                    | 6e (Gr. C)                            | -                         | 1/8e de finale      |
| 2006-2007 | -          | -                    | 1er (Gr. B) 1er (Tournoi Final Gr. B) | -                         | 1/16e de finale     |
| 2007-2008 | -          | 4e (Gr. B)           | -                                     | -                         | 1/16e de finale     |
| 2008-2009 | -          | 6e (Gr. A)           | -                                     | -                         | 1/16e de finale     |
| 2009-2010 | -          | 5e (Gr. A)           | -                                     | -                         | 2e tour fédéral     |
| 2010-2011 | -          | 3e (Gr. C)           |                                       | -                         | 1/32e de finale     |
| 2011-2012 | -          | 2e (Gr. C)           | -                                     | 1er tour fédéral          |                     |
| 2012-2013 | -          | 6e (Gr. C)           | -                                     | 1/16e de finale           |                     |
| 2013-2014 | -          | Champion 1re (Gr. C) | -                                     | 1/16e de finale           |                     |
| 2014-2015 | 9e         | -                    | -                                     | 1/16e de finale           |                     |
| 2015-2016 | 9e         | -                    | -                                     | 1/32 de finale            |                     |
| 2016-2017 | 9e         | -                    | -                                     | -                         | 1/16 de finale      |
| 2017-2018 | 11e        | -                    | -                                     | -                         | 1/16 de finale      |
| 2018-2019 | -          | 5e (Gr. B)           | -                                     | -                         | 1/16 de finale      |
| 2019-2020 | -          | 10e (Gr. A)          | -                                     | -                         | 2e tour fédéral     |
| 2020-2021 | -          | Compétition arrêtée  | -                                     | -                         | Compétition arrêtée |
| 2021-2022 | -          | 8e (Gr. B)           | -                                     | -                         | 1/8e de finale      |

## Personnages emblématiques du club

### Présidents
- Jean Bourgade
- Jean-Pierre Tudela
- Jean-François Vidal
- Bernard Espié (depuis 2005)

### Entraîneurs
- Stéphanie Caraven (2005 à 2012)
- Daniel Sutra[16] (2012 à 2013)
- David Welferinger (2013 à  2015)
- Adolphe Ogouyon (2015 à 2017)
- Patrice Garrigues et Théodore Genoux (2017 à 2018)
- Patrice Garrigues et Clément Galien (2018 à 2020)
- Guillaume Balagué (2020 à 2022)

### Joueuses emblématiques
- Stéphanie Caraven (au club de nombreuses saisons, dans l'équipe lors de la 1re montée en D2, puis entraîneur 7 ans)
- Sandra Maurice (7 saisons au club, meilleure buteuse du club (20 buts) lors du titre de D2 en 2014)
- Julie Peruzzetto (5e saison au club, capitaine lors de la montée en D1, internationale française junior)
- Mélanie Pestana (10e saison au club qui l'a formée, présente lors des montées en D2 puis D1)
- Mathilde Simon (9 saisons au club qui l'a formée, capitaine, dans l'équipe lors de la 2e montée en D2)
- Lilas Traïkia (Internationale française, 6 saisons à l'ASPTT Albi de 2006 à 2012)
- Aïvi Mitchaï (Internationale française jeune, 5 saisons à l'ASPTT Albi de 2015 à 2019, capitaine en D1)
- Manon Cazes (Internationale française jeune, 13 saisons à l'ASPTT Albi entre 2002 et 2020)
- Kim Cazeau (Internationale française B, 12 saisons à l'ASPTT Albi entre 2004 et 2018)
- Eden Avital (Internationale israélienne A, 1 saison à l'ASPTT Albi entre 2019 et 2020)